# ブッダガヤの大菩提寺
ブッダガヤの大菩提寺（ブッダガヤのだいぼだいじ）またはマハーボーディ寺院（ヒンディー語: महाबोधी मंदिर Mahābōdhi Vihāra、英語: Mahabodhi Temple）はインド、ブッダガヤにある寺院。釈迦牟尼の生涯、特に悟りの達成に関連する四大聖地の1つである。古い煉瓦構造建築様式の1つである。9層からなり、52メートルの高さをもつ。ユネスコにより世界遺産に登録されている。
釈迦牟尼が悟りを開いた場所であり、ビハール州パトナーからおよそ96km離れたところに位置している。 紀元前約530年、僧として放浪している釈迦牟尼がガンジス川支流の森の岸に着いたその位置を示すために造られた。
境内には悟りの菩提樹の直系の子孫であるゴータマ・ブッダの菩提樹と9層の煉瓦造の主塔のほか、菩提樹の下にある砂岩の金剛宝座（ヴァジラーサナ）、仏塔、アジャパラ・ニグローダ樹の跡地、ラージャタナ樹とハスの池がある。
長らくヒンドゥー教の管理下にあり、寺院が整備されず荒廃していたが、1949年にヒンドゥー教徒と仏教徒の各4名と政府要員1名（ヒンドゥー教）による管理となった。さらに1992年には佐々井秀嶺などによるブッダガヤ奪還運動が行われ、ブッダガヤ大菩提寺管理委員会の仏教徒のみによる管理を訴え、インド最高裁判所で係争中である。
2013年7月7日、爆弾テロ事件が発生し2名のビルマ人、チベット人仏教僧侶をふくむ5名が負傷した。

## 登録基準
この世界遺産は世界遺産登録基準のうち、以下の条件を満たし、登録された（以下の基準は世界遺産センター公表の登録基準からの翻訳、引用である）。
- (1) 人類の創造的才能を表現する傑作。
- (2) ある期間を通じてまたはある文化圏において、建築、技術、記念碑的芸術、都市計画、景観デザインの発展に関し、人類の価値の重要な交流を示すもの。
- (3) 現存するまたは消滅した文化的伝統または文明の、唯一のまたは少なくとも稀な証拠。
- (4) 人類の歴史上重要な時代を例証する建築様式、建築物群、技術の集積または景観の優れた例。
- (6) 顕著で普遍的な意義を有する出来事、現存する伝統、思想、信仰または芸術的、文学的作品と直接にまたは明白に関連するもの（この基準は他の基準と組み合わせて用いるのが望ましいと世界遺産委員会は考えている）。

## 関連文献
- 『ブッダガヤ大菩提寺－新石器時代から現代まで－』佐藤良純著、山喜房佛書林、2013年
- 『バンテジー、ユネスコへ行く』

座標: 北緯24度41分46秒 東経84度59分29秒 / 北緯24.696004度 東経84.991358度